# جوزيف إس. فريدمان
جوزيف إس. فريدمان (بالإنجليزية: Joseph S. Freedman)‏ هو مؤرخ أمريكي، ولد في 1946.